# Насретдин, Рашид

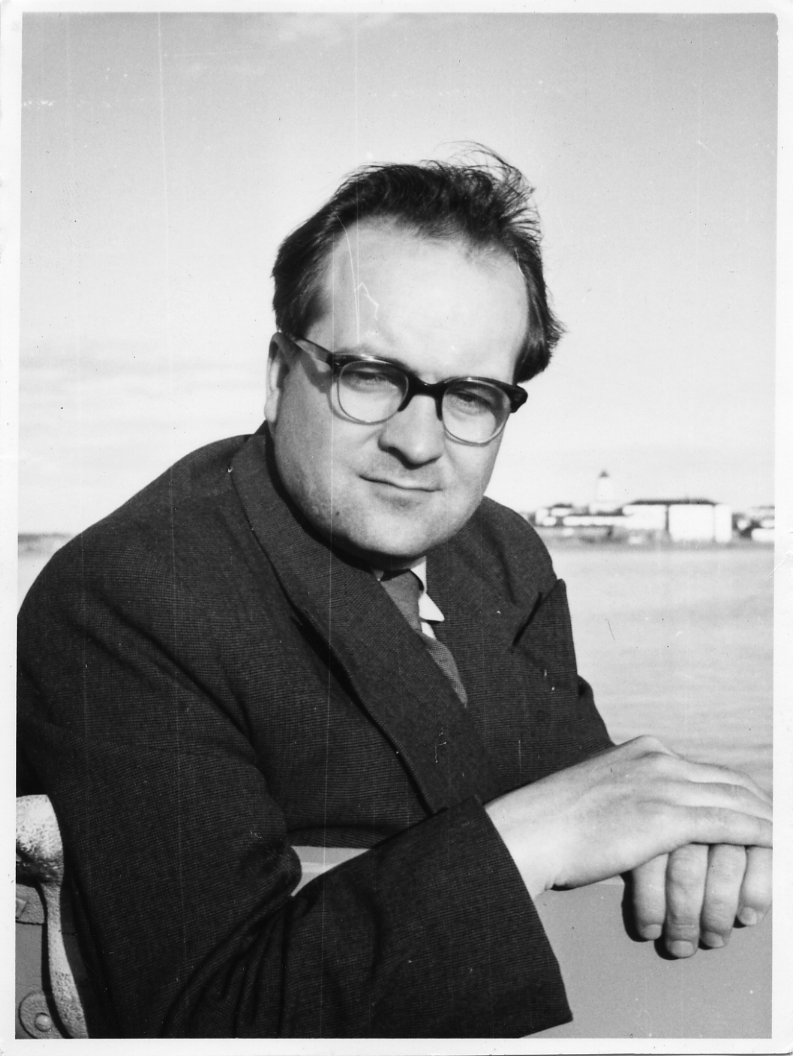
Насретдин в 1950-х годах.

Рашид Фахретдинович Насретдин (тат. Рәшит Фәхретдин улы Насретдин — фин. Räshid Nasretdin; 14 июля 1920 — 28 августа 2010) был татарским фотографом, который вместе с женой десятилетиями управлял собственным магазином в Хельсинки. Родился в Нижегородской губернии, РСФСР.

## Биография
Насретдин в детстве переехал в Финляндию. Сначала он жил в Лаппеенранте, а с 1939 года в Хельсинки. Он учился на строителя домов, пока не увлекся фотографией благодаря однокласснику.
В 1945 году Рашид женился на женщине по имени Хабиба. Он сам фотографировал их свадьбу. Вместе с женой более сорока лет управлял магазином фотографии в Хельсинки. Один из их сыновей, Шамиль, стал владельцем их магазина после их смерти.
Насретдин также был очень активным членом различных фотографических объединений. Он был награждён за свою фотоработу.
Насретдин фотографировал известных людей, повседневную жизнь и спортивные события. Среди известных финнов президенты Стольберг и Кекконен, архитектор Алвар Аалто, скульптор Вяйнё Аалтонен, актер Тауно Пало. В число иностранных гостей входят принц Цунэёси, принцесса Сибилла, политик Николай Булганин, актер Грегори Пек и татарский композитор Рустем Яхин.
Насретдин провел свою пенсию, катаясь на лодке и ловя рыбу. Когда его жена заболела, он заботился о ней до самой её смерти. он умер в возрасте 90 лет в Хельсинки.